# Napeogenes osuna
Napeogenes osuna är en fjärilsart som beskrevs av William Chapman Hewitson 1876. Napeogenes osuna ingår i släktet Napeogenes och familjen praktfjärilar. Inga underarter finns listade i Catalogue of Life.